# Kościół Trójcy Przenajświętszej w Katowicach
Kościół Trójcy Przenajświętszej w Katowicach – rzymskokatolicki kościół parafialny pod wezwaniem Trójcy Przenajświętszej przy ul. Boya Żeleńskiego w katowickiej dzielnicy Kostuchna.
Odpust przypada w uroczystość Najświętszej Trójcy. Wybór wezwania podyktowany został chęcią upamiętnienia pierwotnej przynależności do trzech różnych parafii: w Podlesiu, Piotrowicach i Murckach.

## Historia
Starania o wybudowanie nowego kościoła w Kostuchnie przedsięwziął w roku 1977 bp Herbert Bednorz. Władze państwowe udzieliły pozwolenia 30 maja 1987 roku. Autorem projektu był architekt Marek Purszke. Budową kierowali Jerzy Maniura i Paweł Pryszcz. Autorami projektu wystroju wnętrza byli artyści: Michał Kuczmiński i Zygmunt Brachmański. Wystrój wykonał Henryk Kopyciok. Witraże zaprojektowali: Zdzisław Chudy i Bolesław Polnar. Wykonane zostały w pracowni Genowefy i Jerzego Natkańców. Poświęcenia nowego kościoła pod wezwaniem Trójcy Przenajświętszej dokonał bp Damian Zimoń 7 października 1995 roku.